# Bertolínia
Bertolínia é um município brasileiro do estado do Piauí. Localiza-se a uma latitude 07º38'28" sul e a uma longitude 43º57'05" oeste, estando a uma altitude de 271 metros. Sua população estimada em 2020 era de  10.507 habitantes. Possui uma área de 1225,6 km².

## História e geografia

### Origem
O Município de Bertolínia, antiga Aparecida, tem sua origem e evolução estritamente ligada à tradição religiosa, segundo a qual, há alguns séculos, Nossa Senhora da Conceição Aparecida, padroeira do Município, apareceu no local em que, posteriormente, foi construído o templo religioso. Com esse acontecimento surgiu uma grande devoção de pessoas no Lugar de Nossa Senhora, ou simplesmente Lugar da Senhora, como ficou conhecido, sendo que dito romeirismo veio aumentando, de modo que ainda hoje ali existe um concorrido festejo religioso.
Em face do crescente romeirismo, em 1799 o fazendeiro Bernardo Gonçalves de Brito, desmembrou de sua fazenda Piripiri, hoje Boa Esperança, onde se situava o lugar, meia légua de terras e doou à Igreja, tendo início, assim, a povoação.
Em 24 de julho de 1830, já existia o Distrito de Nossa Senhora Aparecida, tendo nesta data tomado posse no cargo de Juiz de Paz o cidadão Antônio André da Silva, conforme Ofício enviado ao presidente da Província, João José Guimarães e Silva.
Entretanto, as primeiras casas de telha foram construídas em número de três pelo Tte.-Cel. Bertolino Alves e Rocha, um fazendeiro da região, onde passou a morar com seus filhos e genros.

### Freguesia
Em 1856, tendo em vista o povoado já possuir certo aspecto urbano, todo ele constituído em forma de uma pequena praça em torno da capela, foi criada a freguesia de Nossa Senhora Aparecida, pela lei provincial n.º 419, de 10 de janeiro. Contudo, porque não foi canonicamente provida, foi a sede da freguesia transferida para a vila da Manga, sob a invocação de N. Sra. da Uhica, pela lei provincial n.º 502, de 7 de agosto de 1860.
Novamente, a mesma Assembleia Legislativa Provincial restabeleceu a freguesia de N. Sra. Aparecida pela lei provincial n.º 1053, de 7 de junho de 1882. Infelizmente, também essa lei não teve execução, permanecendo os fiéis católicos na dependência religiosa de Jerumenha, Uruçuí e Colônia do Gurguéia, sucessivamente, até 12 de agosto de 1997, quando foi criada e efetivamente implantada a nova freguesia de N. Sra. da Conceição Aparecida de Bertolínia.
A festa da padroeira acontece anualmente, no período de 6 a 15 de agosto.

### Emancipação política
Nesse contexto o “Lugar da Senhora” conquistou sua emancipação política pelo decreto estadual n.º 11, de 22 de Janeiro de 1890, que o elevou à categoria de vila e município, instalado oficialmente em 11 de agosto do mesmo ano. O território foi integralmente desmembrado do município de Jerumenha. Passou a ser designado por vila e município de Nossa Senhora Aparecida, ou simplesmente vila de Aparecida. 

### Divisão administrativa
Pela resolução n.º 9, de 14 de setembro de 1898, ficou o município de Aparecida dividido em três distritos fiscais e policiais, a saber: o primeiro, constituído do território em que se acha situada a vila sede do município, e mais as fazendas Quiabos, Buriti, Pedras, Malícias, Cajazeiras, Boa Esperança, Riacho-da-Porta, Buraco, Jaco, Chapada, Tinguis, Brejo, Cascavel, Limoeiro, Irapuá, Bonita, Xixá, Torre, Escondido, Poços, Ouro, Serra Vermelha, Estiva, Anhuma, Tapuio, Buriti Grande, Olheiros, Prazeres, Cabeceiras e Canto Alegre; o segundo, do território das fazendas Almécegas, Santo Antônio, São Dimas, Brejo Grande, Recreio, Horto, Fazenda Grande, Água Branca, Várzea, Flores, Santa Rosa, Anda-sol, Rosário, Mangabeira, Alagoa Grande, Campo Alegre e Taquari; o terceiro, do território das fazendas São Francisco, Gibóia, Sangue, Graciosa, Santa Teresa, Pau-ferrado, Careca, Bom-fim, São Gregório, Velame, Santa Maria, Buritizal, Santa’Ana, Santo Antônio, Torre, Corrente, Angicos, Bacabal, Babilônia, Alegre, Conceição, Sucupira, Riacho, Bom Sucesso, Brejão, São Joaquim, Floresta, Monte Alegre, Santa Bárbara, Santo Estêvão, remanso, Águas Belas e Livramento.
Hoje o município de Bertolínia, antiga Aparecida, compõe-se apenas de um distrito-sede. Aquele primitivo território foi subdividido para formar novos municípios, a saber: Uruçuí, Manoel Emídio e Sebastião Leal, que foram desmembrados de Bertolínia; Ribeiro Gonçalves, antiga fazenda Remanso, que foi desmembrado de Uruçuí, e Baixa Grande do Ribeiro, que foi desmembrado do primeiro; Alvorada do Gurguéia, que levou parte do território de Manoel Emídio; e Marcos Parente(antiga fazenda Tinguis), Landri Sales(antiga fazenda Brejo, também Cascavel e Bom Sucesso), Antônio Almeida e Porto Alegre, que, embora desmembrados de Jerumenha, pertenceram a Aparecida anteriormente.

### Extinção e restauração
Porém, pelo decreto n.º 1279, de 26 de junho de 1931, foi o município de Aparecida extinto, sendo reanexado ao de Jerumenha na categoria de distrito municipal e conservando a sua sede a categoria de vila. Por esse decreto foram eliminados dezenove municípios piauienses, todos atingidos por uma enérgica medida do interventor Federal no Piauí, tenente Landry Sales Gonçalves.
Como distrito municipal pertencente a Jerumenha, situação que perdurou por três anos, Aparecida foi administrada por um agente distrital nomeado pelo prefeito de Jerumenha.
Felizmente, atendendo a solicitação da comunidade, foi restaurada a autonomia administrativa do município pelo decreto n.º 1575, de 17 de agosto de 1934.

### Cidade e novo topônimo
Com essa mesma designação foi a sede elevada à categoria de cidade pela lei estadual n.º 52, de 29 de março de 1938, sendo instalada oficialmente em 1.º de janeiro de 1939.
Atendendo à legislação federal que vetava a duplicidade de topônimo das cidades brasileiras, Aparecida, reconhecido centro de culto mariano do Piauí, perde sua tradicional denominação para receber o nome de Bertolínia, em face do decreto estadual n.º 754, de 30 de dezembro de 1943. O novo nome foi uma homenagem ao tenente-coronel Bertolino Alves e Rocha, benfeitor da comunidade.

### Comarca
Pela lei n.º 155, de 16 de junho de 1890 o recém criado município de Aparecida ficou pertencendo ao distrito judiciário de Jerumenha. Nesse mesmo ano, pela resolução n.º 10, de 24 de julho, foram criados os ofícios de tabelião do público, judicial e notas, escrivão de órfãos, crime, cível e mais anexos e os de distribuidor e partidor do novo município.
Em 1897, pela lei n.º 154, que extinguiu a comarca de Jerumenha e criou a de Floriano de 1.ª entrância passaram a pertencer ao seu distrito o de Jerumenha e, consequentemente, o de Aparecida.
A lei n,º 244, de 29 de junho de 1900, restabeleceu a comarca de Jerumenha, sendo que Aparecida volta a esta pertencer.
Mais tarde, pela lei n.º 307, de 15 de junho de 1902, com a nova supressão da comarca de Jerumenha, regressaram à jurisdição de Floriano os distritos de Jerumenha e Aparecida, além do de Uruçuí, recém desmembrado de Aparecida, ficando esta composta de quatro distritos.
Todavia, com a promulgação da lei n.º 595, de 1.º de agosto de 1910, que criou a comarca de Uruçuí, para lá foi conjuntamente transferido o distrito de Aparecida, situação em que permaneceu por quase trinta anos.
Felizmente, pelo decreto-lei estadual n.º 247, de 1.º de março de 1940, foi criada a comarca de Aparecida, hoje Bertolínia, de primeira entrância, permanecendo até os dias atuais.

### Intendentes e Prefeitos
Foram intendentes de Aparecida(Bertolínia): capitão Salústio Alves e Rocha(1893-1896), major Francisco Mendes da Rocha(1897-1900), tenente Eliseu Pereira da Silva(1901-1904), tenente-coronel José Valentim Pereira da Rocha(1905-1908 e 1909-1912), coronel Francisco Alves Pereira da Rocha(1913-1916), capitão Francisco Mendes da Rocha Sobrinho(1917-1920), capitão Valentim Francisco Mendes da Rocha(1921-1924), Arlindo Pereira da Rocha(1925), coronel Manoel Emídio Pereira da Rocha(1925-1929 e 1930).
Na Era Vargas, foram nomeados os seguintes prefeitos: capitão Francisco Cavalcante(1930-1931); tenente Cícero Álvaro dos Santos(foi agente distrital no período em que o município foi extinto, de 26.06.1931 a 17.08.1934); com o restabelecimento do autonomia municipal, continuaram os prefeitos nomeados: coronel Manuel Emídio Pereira da Rocha(22.08.1934-26.03.1936), Antenor Alves Pereira da Rocha(27.03.1936-23.11.1945), José Cavalcante Sobrinho(23.11.1945-07.01.1946), José Antônio da Fonseca(07.01.1946-26.03.1946 e 16.05.1947-30.05.1947), Clidenor Mendes da Rocha(29.03.1946-12.05.1947), Antônio Honório Correia(02.06.1947-26.01.1948) e Antônio Barreira de Freitas(06.02.1948-20.04.1948).

Com a redemocratização do País, foram eleitos os seguintes prefeitos: Dr. Alair Alves Pereira da Rocha(1948-1951), Clidenor Mendes da Rocha(1951-1955), Dermeval Mendes da Rocha(1955-1959 e 1963-1967), Osório de Sousa Rocha(1959-1963), Benito Pereira da Silva(1967-1971), Josias Rocha da Silva(1971-1973), Gerson Pires de Morais(1973-1977), Geraldo José da Fonseca(1977-1983), Antônio José de Sousa Martins(1983-1988, 1993-1996 e 2001-2004), Francisco Donato Linhares de Araújo Filho(1989-1992), Vera Lúcia Veloso da Rocha Correia(1997-2000), Aracélia Maria de Sousa(2005-2008), José Donato de Araújo Neto(2009-2012) e Luciano Fonseca de Sousa(2013-2019), Geraldo Fonseca (2019-2024), Rodrigo Martins(2025- Atualmente)

### Representação nas Casas Legislativas
Para a Câmara Federal Bertolínia votou em muitos candidatos de fora, porém, nas legislaturas iniciadas em 1918 e 1921, foi eleito o jurista João Crisóstomo da Rocha Cabral que, embora não tendo nascido no município era filho de mãe bertolinense e aí residiu na adolescência, em companhia de parentes.
Todavia, o único deputado federal nascido no município foi o general Adelmar Soares da Rocha, que elegeu-se para aslegislaturas iniciadas em 1934 e em 1945.
Para a Assembleia Estadual foram eleitos os seguintes deputados, filhos do município:  
Tenente-coronel Antônio Martins da Rocha(1852-1853); 
Padre José Marques da Rocha(1868-1869) e capitão Joaquim Alves da Rocha(1884-1885), todos irmãos e nascidos na fazenda Braço, embora somente o primeiro tenha permanecido morando no distrito de N. Sra Aparecida; 
Coronel Basílio Francisco da Rocha(1854-1855), nascido na fazenda Prazeres e residente no Curral Queimado;  
Dr. Raimundo Ribeiro Soares(1860-1861) e major Horácio Ribeiro Soares(1878-1879), ambos irmãos e nascidos na fazenda São Dimas;  
Capitão José Lino Alves e Rocha(1870-1871 e 1882-1883) e coronel Bertolino Alves e Rocha Filho(1888-1889), ambos irmãos, sendo que o primeiro nasceu em Bertolínia (Prazeres) e foi criado em Jerumenha, e o segundo nasceu em Jerumenha e foi criado em Bertolínia, onde viveu dos cinco aos trinta e sete anos de idade; proclamada a República, Bertolino Filho permanece no parlamento estadual, com pequeno interregno, até 1916;  
Em 16.12.1894, para preencher uma vaga extemporaneamente aberta foi eleito o major Francisco Mendes da Rocha, que vai reeleito para a legislatura seguinte(1894-1896 e 1896-1900);  
por fim, nesse período também elege-se deputado estadual o coronel Manuel Emídio Pereira da Rocha(1916-1920);  
na época do regime militar foi eleito Édson Martins da Rocha, natural da fazenda Boa Esperança(1963-1967, 1967-1971 e 1971-1975);  
por fim, na refrega eleitoral de 1994 foi eleito o médico bertolinense radicado em Teresina, Francisco de Sousa Martins Neto (1995-1998) e o ex-prefeito Francisco Donato Linhares de Araújo Filho, que embora não nascido em Bertolínia é filho de mãe bertolinense, aí residiu e iniciou sua carreira política.    
Lucas randel 

## Localização
| Noroeste: Sebastião Leal                 | Norte: Sebastião Leal | Nordeste: Canavieira    |
| Oeste: Sebastião Leal                    |                       | Leste: Eliseu Martins   |
| Sudoeste: Sebastião Leal e Manoel Emídio | Sul: Manoel Emídio    | Sudeste: Eliseu Martins |